# Harlan Ellison
Harlan Jay Ellison (Cleveland, 27 de mayo de 1934-Los Ángeles, 28 de junio de 2018) fue un prolífico y escritor de novelas e historias cortas especializado en literatura fantástica, de terror y, sobre todo, de ciencia ficción.
Sus trabajos publicados incluyen más de 1700 cuentos, novelas, guiones y ensayos sobre la literatura, el cine, la televisión y los medios impresos. Fue editor y antólogo, destacando en esta área la recopilación de la antología Visiones peligrosas (1967), paradigmática del movimiento conocido como New Wave. Ellison ganó numerosos premios, entre ellos varios Hugos, Nébula y Edgar. Entre sus mejores trabajos se incluyen el episodio de Star Trek «La ciudad al fin de la eternidad», Un muchacho y su perro, No tengo boca y debo gritar y ¡Arrepiéntete, Arlequín!, dijo el señor Tic-tac.
Se le atribuye la creación de The Terminator habiendo creado dos guiones para los episodios «Soldier» y el «Demonio con mano de cristal» (Demon with a Glass Hand) en 1964, pertenecientes a la serie «The Outer Limits» que posteriormente plagiaria James Cameron, llegando a instancias legales con este pero solo logrando un acuerdo para que el nombre de este autor original aparezca en los créditos.

## Biografía
Harlan Jay Ellison nació el 27 de mayo de 1934 en Cleveland (Ohio). En su niñez Ellison sufrió acoso escolar. Entró a estudiar en la Universidad Estatal de Ohio en 1951, pero fue expulsado en 1953. En 1955 se trasladó a Nueva York, donde vivió en la misma pensión que Robert Silverberg. Entre 1957 y 1959 sirvió en el ejército de los Estados Unidos. Posteriormente marchó a Chicago, donde trabajó como editor en la revista Rogue Magazine. En 1962 se mudó al sur de California y comenzó a tener contacto con el mundo de la televisión.
Ellison se casó en cinco ocasiones: con Charlotte B. Stein (1956-60), Billie Joyce Sanders (1960-63), Loretta Patrick (durante 7 semanas en 1966), Lori Horowitz (1976-77), y Susan Toth desde 1986 hasta el momento de su muerte.
Cabe destacar que no resulta sencillo realizar una biografía rigurosamente cierta sobre el autor, pues existen multitud de versiones distintas de su vida, totalmente disparatadas algunas, pero muy creíbles otras. Es difícil distinguir los hechos reales de los que no lo son, pues al autor le gustaba bromear (en su página web se puede incluso ver una recopilación de biografías ficticias muy imaginativas).

## Carrera literaria
Ellison había descubierto la ciencia ficción a través de un relato de Jack Williamson en 1946, y para inicios de la década de 1950 ya estaba involucrado en el mundo del fandom y escribía su propia fanzine. En 1949 logró publicar sus primeras historias (“The Gloconda” y “The Sword of Parmagon”) en el periódico de su ciudad Cleveland News. En 1956 comenzó a enviar historias de ciencia ficción a diversas revistas (más de cien relatos cortos y artículos). En 1962 se mudó al sur de California y comenzó a tener contacto con el mundo de la televisión, para la que escribió numeroso material para series de ciencia ficción como «The Outer Limits», The Twilight Zone, Star Trek: la serie original o Babylon 5.
A lo largo de cuarenta años de carrera ganó multitud de premios por la gran cantidad de libros que escribió o editó, así como por sus historias, ensayos, artículos y columnas periodísticas, y guiones para series de televisión. Entre dichos premios cabe destacar los premios Hugo, Nébula, Bram Stoker, el premio de la Horror Writers Association, varios Edgar Allan Poe y varios Audie.
Sus cuentos más famosos son La bestia que gritaba amor en el corazón del universo (The Beast that Shouted Love at the Heart of the World), No tengo boca y debo gritar (I Have No Mouth and I Must Scream), ¡Arrepiéntete, Arlequín!, dijo el señor Tic-tac (Repent, Harlequin! Said the Ticktockman) y Un muchacho y su perro (A Boy and His Dog).
Su obra ha sido adaptada a otros medios, incluyendo un videojuego basado en No tengo boca y debo gritar, en el que su voz aparecía como representación del ordenador.